# Pyrenaria kwangsiensis
Pyrenaria kwangsiensis är en tvåhjärtbladig växtart som beskrevs av Ho Tseng Chang. Pyrenaria kwangsiensis ingår i släktet Pyrenaria och familjen Theaceae. Inga underarter finns listade i Catalogue of Life.